# Karst Vũ Long
Karst Vũ Long (tiếng Trung: 武隆喀斯特) nằm tại Vũ Long, Trùng Khánh bao gồm Thiên Sinh Tam Kiều, Phù Dung động và Tinh Khẩu Thiên Khanh là hố tự nhiên, hang động, cảnh quan đá vôi vô cùng ấn tượng. Đây là một phần của Công viên địa chất quốc gia Karst Vũ Long và cũng là thành tố chính của Di sản thế giới được UNESCO công nhận Karst Nam Trung Quốc.

## Thắng cảnh

### Thiên Sinh Tam Kiều

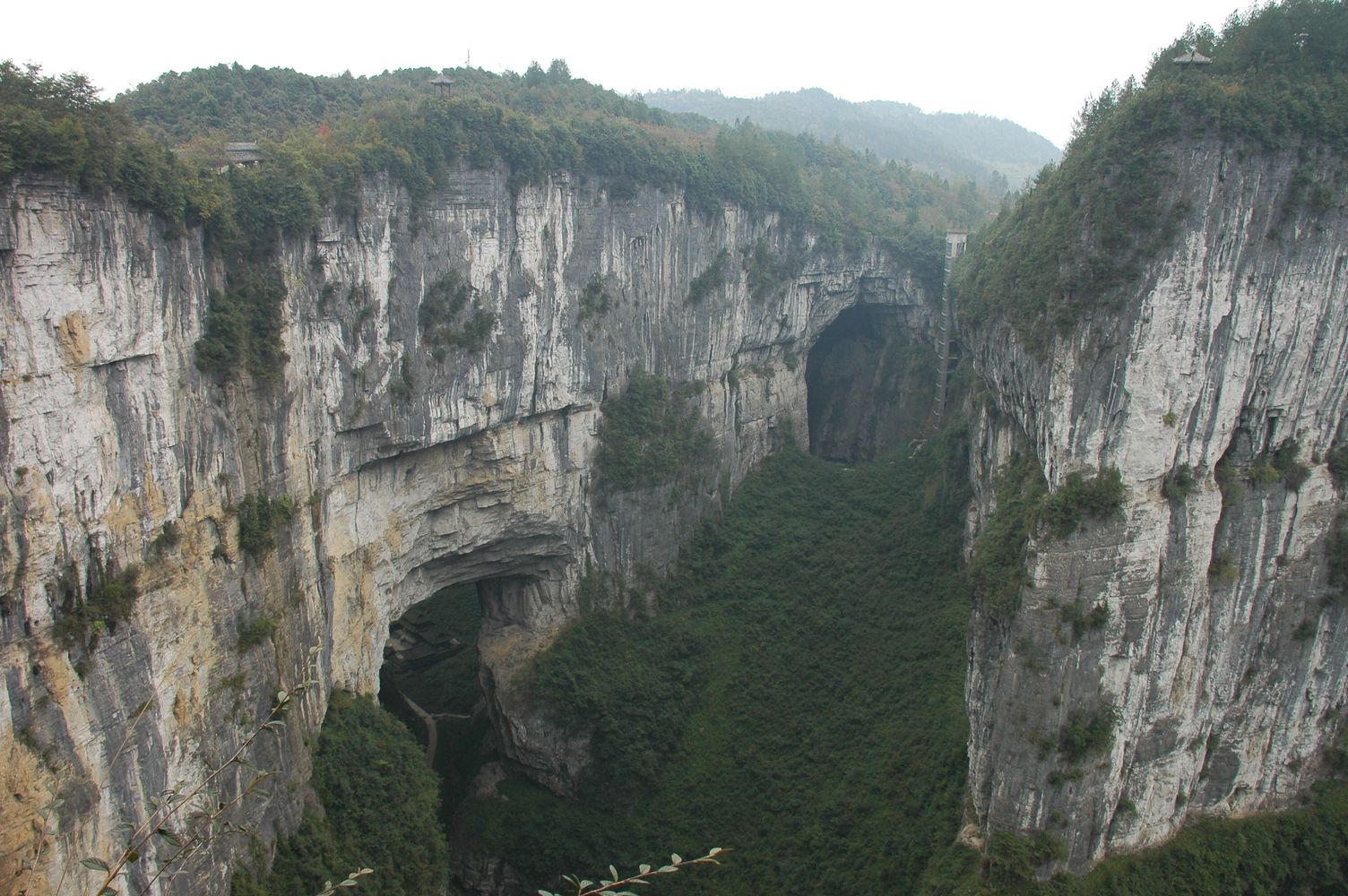
Thiên Sinh Tam Kiều

Thiên Sinh Tam Kiều (Giản thể:天生三桥, Phồn thể:天生三橋, bính âm: Tiansheng San Qiao) là một loạt các cầu đá vôi tự nhiên nằm ở thị trấn Tiên Nữ Sơn, Vũ Long là trung tâm của khu bảo tồn rộng 22 km vuông. Tại đây có nhiều đặc tính địa chất gồm:
- Thiên Long Kiều (天龙桥), Thanh Long Kiều (青龙桥), Hắc Long Kiều (黑龙桥)
- Thanh Long Thiên Khanh (青龙天坑)
- Thần Ưng Thiên Khanh (神鹰 天坑)
- Hẻm núi sông Dương Thủy (羊水 河 喀斯特 峡谷)
- Hẻm núi Long Thủy (龙 水 峡 缝)
- Trung Viện Thiên Khanh, Hạ viện Thiên Khanh

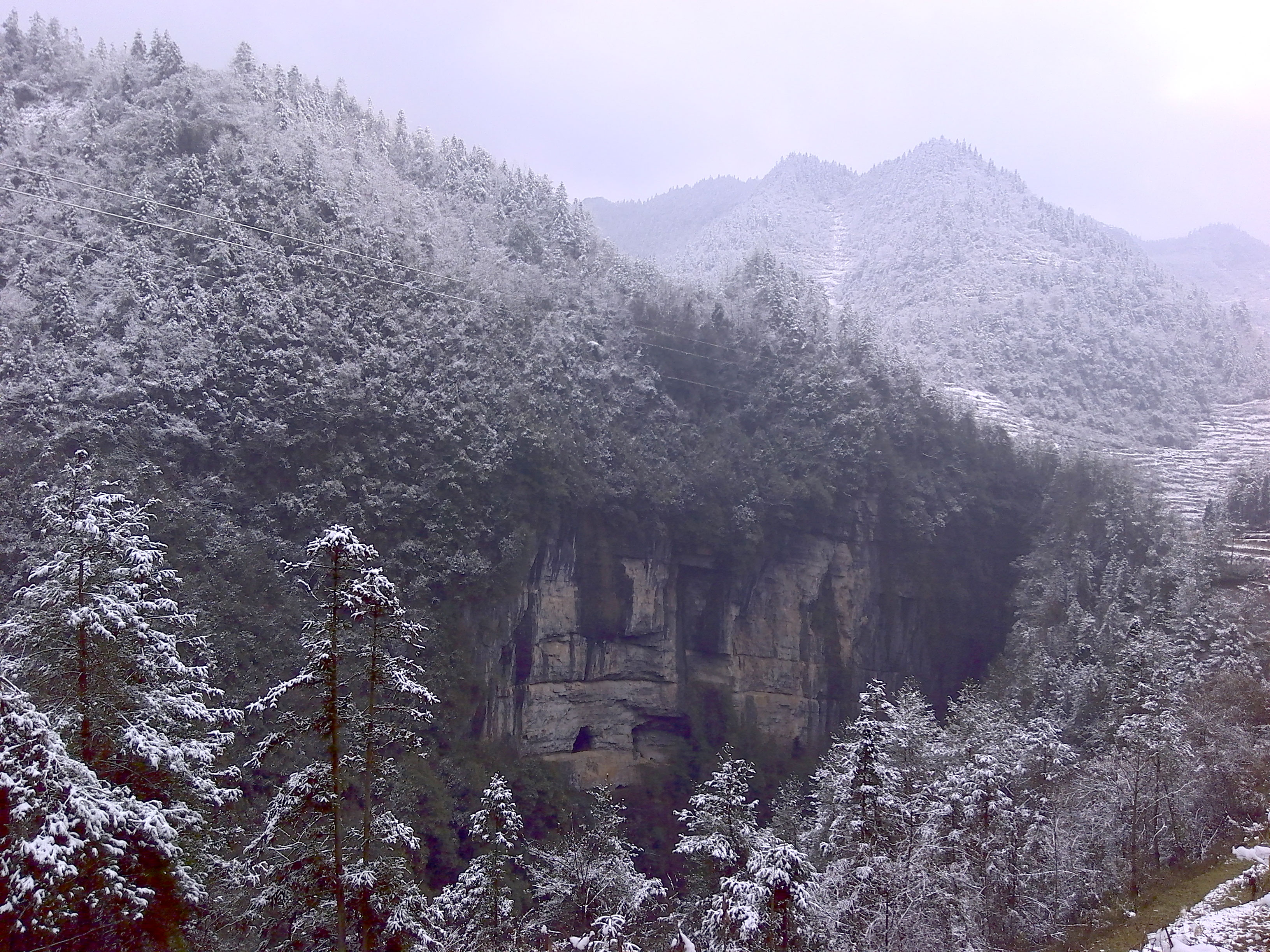
Động Thiên Khanh.

- Thất Thập Nhị Xá (七十二岔)
- Long Tuyền động (龙泉 洞)
- Tiên Nhân động (仙人洞)
- Hầu Tử Đà Phục Lưu (猴子 坨 伏流)
- Bạch Quả Phục Lưu (白果 伏流)

### Tinh Khẩu Thiên Khanh

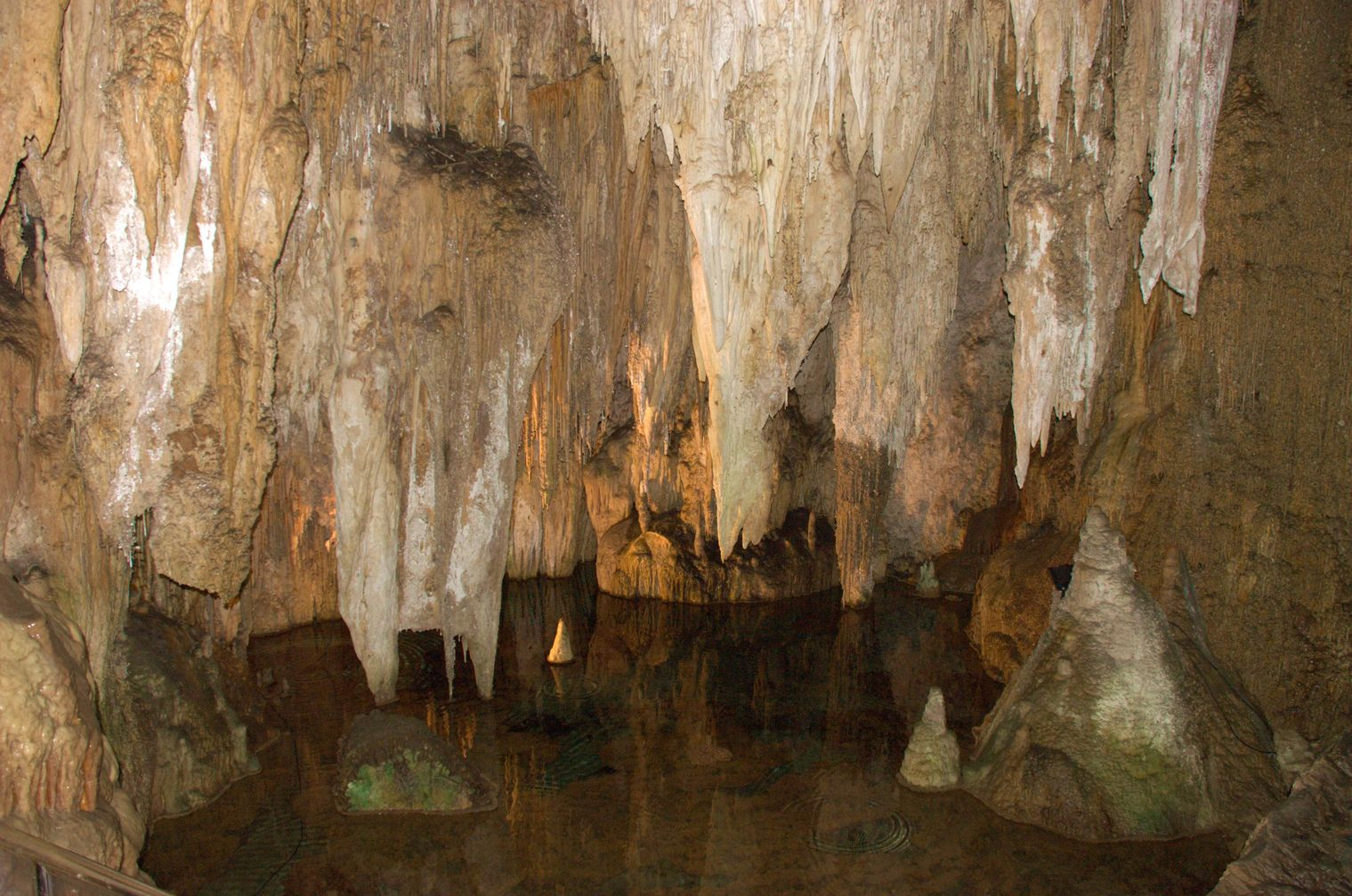
Thạch nhũ trong Phù Dung động.

Thắng cảnh Tinh Khẩu Thiên Khanh (Giản thể: 箐口天坑景区, Phồn thể: 箐口天坑景區) nằm xung quanh Thôn Hậu Bình (后坪乡) thuộc Vũ Long bao gồm 5 thiên khanh cùng với các hang động gần đó:
- Khẩu Thiên Khanh (口 天坑)
- Động Thiên Khanh (洞 天坑)
- La Đãng Thiên Khanh (锣 凼 天坑)
- Miếu Thiên Khanh (庙 天坑)
- Vương Thiên Khanh (王 天坑)

Đây là cụm hố thiên khanh duy nhất trên thế giới hiện nay đưa ra giả thuyết hình thành bởi nước xói mòn. Tinh Khẩu Thiên Khanh bao gồm vùng lõi 7.134 ha và vùng đệm 46.781 ha, tổng diện tích bảo vệ 53.915 ha.

### Phù Dung động
Phù Dung động (芙蓉洞) nằm ở trấn Giang Khẩu (江口镇), Vũ Long, gần ngã ba sông Phù Dung và Ô Giang. Hang động dài 2.846 mét với nhiều măng đá, thạch nhũ và các đặc điểm trầm tích đá vôi. Vùng lõi của Thắng cảnh Phù Dung động có diện tích 3.941 ha và vùng đệm 24.024 ha, tổng diện tích bảo vệ 27.965 ha.